# جون كامبل (لاعب كرة قاعدة)
جون كامبل (بالإنجليزية: John Campbell)‏ هو لاعب كرة قاعدة أمريكي، ولد في 13 سبتمبر 1907، وتوفي في 24 أبريل 1995 في دايتونا بيتش في الولايات المتحدة.

## وصلات خارجية
- جون كامبل على موقعبيزبول رفرنس.كوم (الدوري الرئيسي) (الإنجليزية)